# ADAC-Zentrale
Die ADAC-Zentrale ist ein Hochhaus in München und Sitz des ADAC. Es steht an der Hansastraße 23–25 im Münchner Stadtbezirk Sendling-Westpark wurde in den Jahren 2006 bis 2011 nach einem Entwurf des Berliner Architekturbüros Sauerbruch Hutton errichtet. Der Bezug des mit 93 Metern siebthöchsten Hochhauses der Stadt erfolgte im Dezember 2011, die Eröffnung am 22. März 2012. Der Bau kostete nach Angaben des ADAC 320 Millionen Euro; Eigentümer ist der ADAC.

## Wettbewerb
Bereits im Jahr 2001 beschloss der ADAC den Neubau seiner Zentrale in München. 2003 legte der Präsident des ADAC Peter Meyer eine erste Planung vor, aus der die Ausschreibung eines beschränkten Realisierungswettbewerbs hervorging, zu dem neun Architekturbüros eingeladen wurden. Der Jury gehörten unter anderem die Architekten Stephan Braunfels, Jörg Homeier, Ulrike Lauber, Karl-Heinz Petzinka, Albert Speer und Hadi Teherani an, die aus den eingereichten Entwürfen fünf auswählten, aus denen wiederum am 23. März 2004 der Sieger gekürt wurde. Neben der Auszeichnung des Entwurfs von Sauerbruch Hutton mit dem ersten Preis gingen zwei dritte Preise an die Münchner Büros Goetz und Hootz sowie Allmann Sattler Wappner. Die Wettbewerbsentwürfe von Schleburg aus Rosenheim und Hentrich-Petschnigg & Partner aus Düsseldorf wurden angekauft. Die Planung sah vor, dass die Zentrale bis spätestens zum Jahr 2008 bezugsfertig übergeben wird.

## Planung
Nachdem zunächst im Mai 2005 seitens des ADAC die Beauftragung von Sauerbruch Hutton mit den Entwurfsleistungen – als Teil eines durch Dritte geleiteten Generalplanerteams – erging, trennte sich der ADAC bereits im November desselben Jahres von dem Generalplanerteam und Sauerbruch Hutton übernahmen dessen Aufgabe. Bis September 2006 konnten die Entwurfsausarbeitungen abgeschlossen werden, im Mai 2007 war schließlich die Generalunternehmer-Ausschreibung fertiggestellt. Die Ansätze in Verbindung mit den eingehenden Angeboten ergaben eine Kostenüberschreitung gegenüber den ursprünglichen Ansätzen, aus deren Folge der ADAC neuerlich die Projektleitung änderte. Die in der Folge auftretenden Spannungen zwischen dem ADAC und dem Generalplanerteam führten letztlich im September 2009 zur Lösung des Kontraktes seitens Sauerbruch Hutton. Zu diesem Zeitpunkt war nach Eigenaussage die erstellte Planung zu 90 % aufgestellt und wurde in der Folge auch weitgehend in dieser Form realisiert. Die Baukosten waren von ursprünglich geplanten 230 auf letztlich rund 320 Millionen Euro gestiegen.

## Bauausführung und Beschreibung
Das Grundstück befindet sich in unmittelbarer Nähe zur Garmischer Straße, einem Teil des Mittleren Rings, und der kombinierten U- und S-Bahn-Station Heimeranplatz. Im vorderen Teil des Grundstücks steht die denkmalgeschützte Sander-Villa, ein Geschäftsbau aus dem Jahr 1909. Die Rückseite wird durch die Bahnstrecke München–Lenggries begrenzt.
Der 2006 begonnene Bau besteht aus zwei Hauptgliedern. Einem fünfgeschossigen Sockel, der in Form einer Amöbe und gekennzeichnet durch seine Abrundungen den Außengrundriss markiert und auf diesem aufgesetzt weitere 18 Hochhausgeschosse. Im Gegensatz zu der dezenter ausgestalteten Fassade des Sockels wurde bei dem Hochhauskörper auf eine effektreiche Ausgestaltung der 30.000 Quadratmeter umfassenden Glasfassade gesetzt. Einem Mosaik gleich entwickeln die insgesamt 22 verschiedenen Farben der 1.152 Fassadenelemente ihr Farbspiel. Die Farben sind vorwiegend in Anlehnung an die Markenfarbe des Bauherren gewählt. Der Gesamtkomplex umfasst neben den Einzel- und Großraumbüros Besucher- und Konferenzzentrum, ein Casino, eine Druckerei sowie Besprechungsräume mit Videokonferenzausstattung und ein Fernsehstudio. Den Unterbau bildet eine dreigeschossige Tiefgarage.
War zu Beginn von einer bezugsfähigen Fertigstellung in den Jahren 2006 bzw. 2007 ausgegangen worden, führten die Kostensteigerungen und weitere Diskussionen zur Planung (zu möglichen Mängeln der Statik) zu Stillständen auf der Baustelle im Sommer 2008 und im Laufe des Jahres 2009. Als Konsequenz erfolgte eine Verschiebung der Nutzungsübergabe schließlich über den Sommer 2011, auf den November 2011 und zuletzt auf den darauffolgenden Dezember. Die Eröffnung schloss sich im März 2012 an. Der vorherige Sitz des ADAC am Westpark war bereits 2009 veräußert worden.
Die historische Sander-Villa auf dem Grundstück wurde vom ADAC renoviert und dabei weitgehend die ursprüngliche Fassade wiederhergestellt. Sie wird heute von der Bibliothek und dem Archiv des Verbandes sowie als Tagungsraum genutzt.

## Rechtsstreit
Zur Bewertung der Auflösung des Kontrakts seitens Sauerbruch Huttons bzw. der dieser vorausgehenden Meinungsverschiedenheiten ist seit Dezember 2010 ein Rechtsstreit am Landgericht München anhängig.

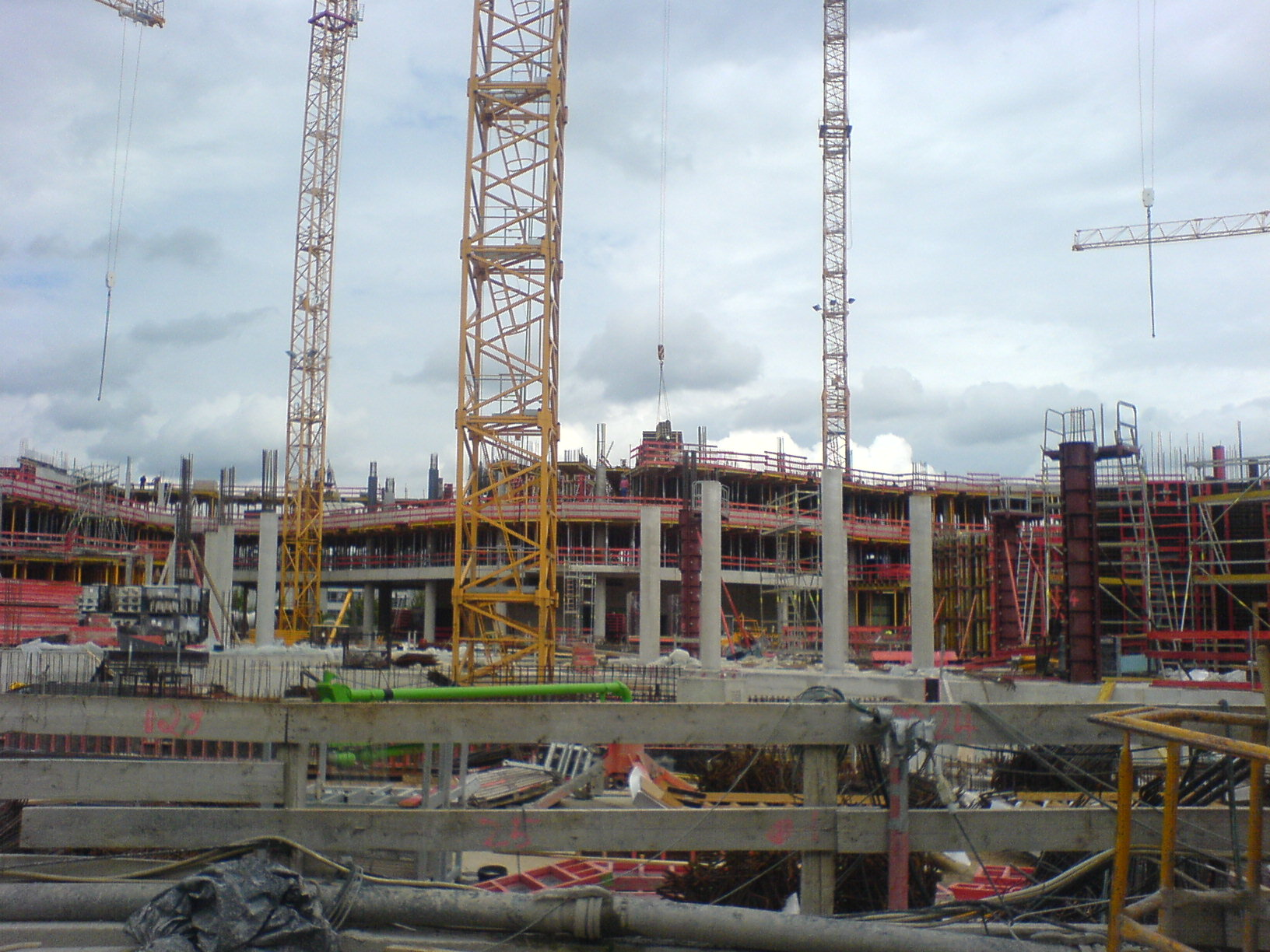
August 2009
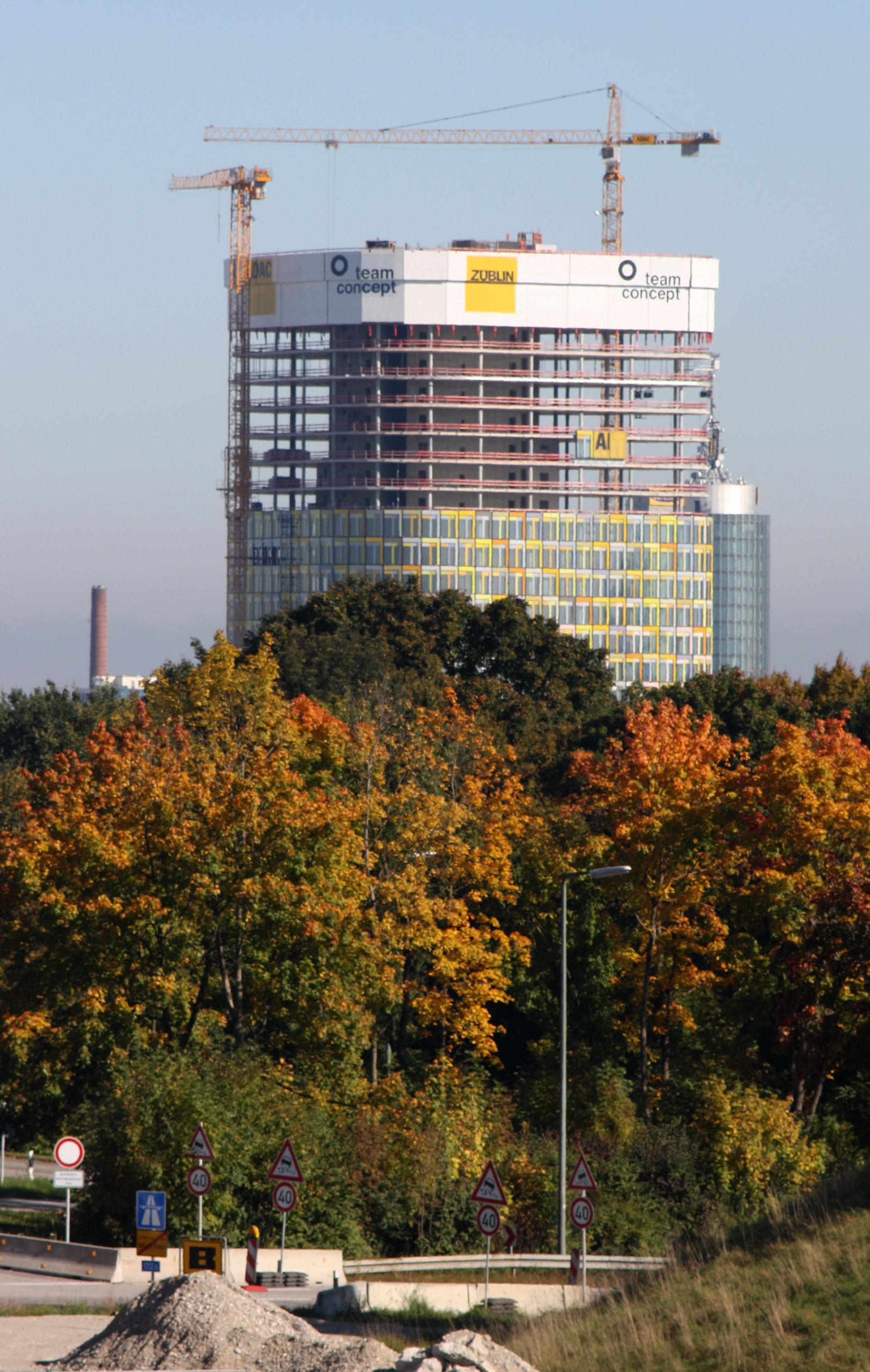
Oktober 2010
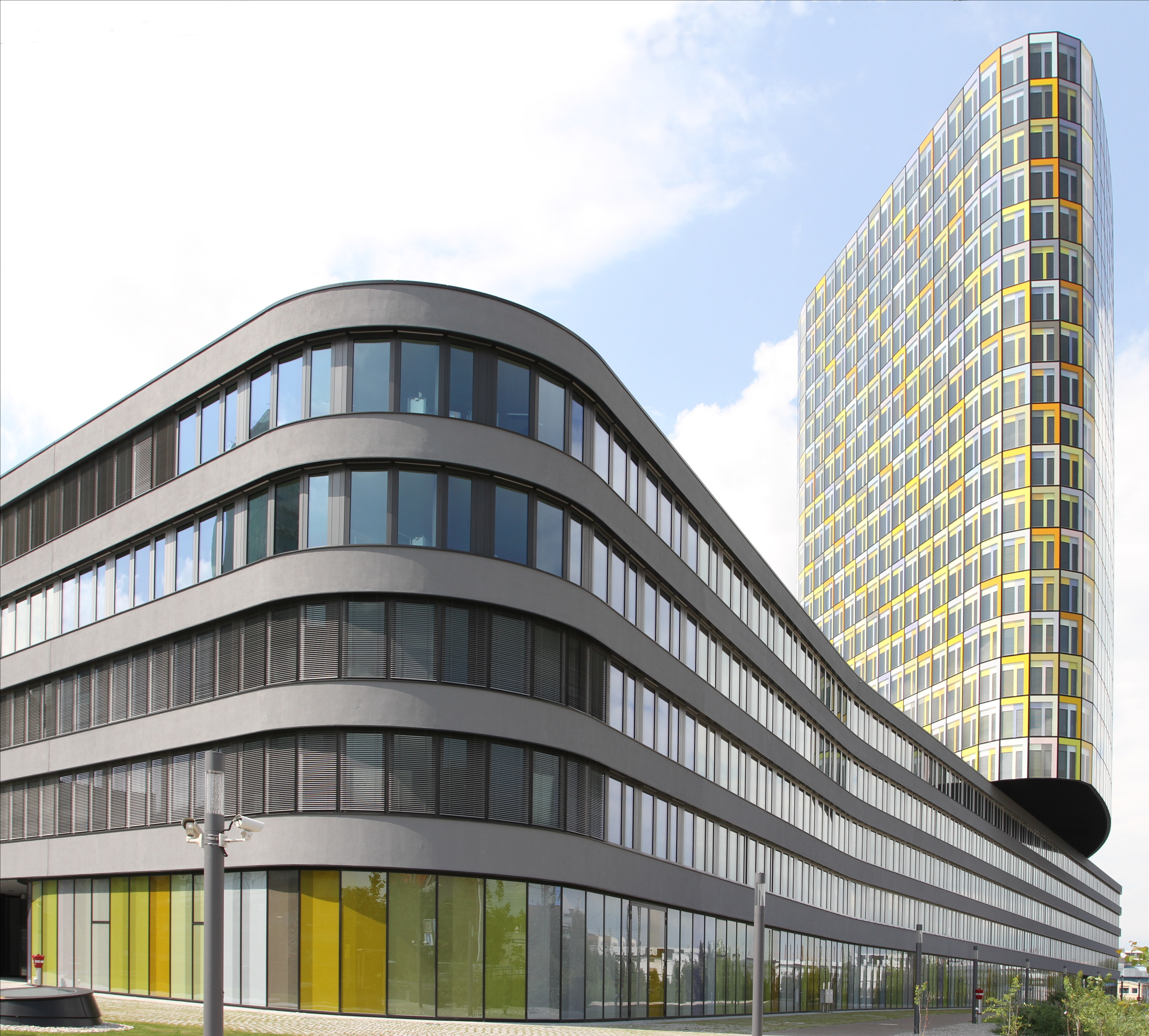
August 2012
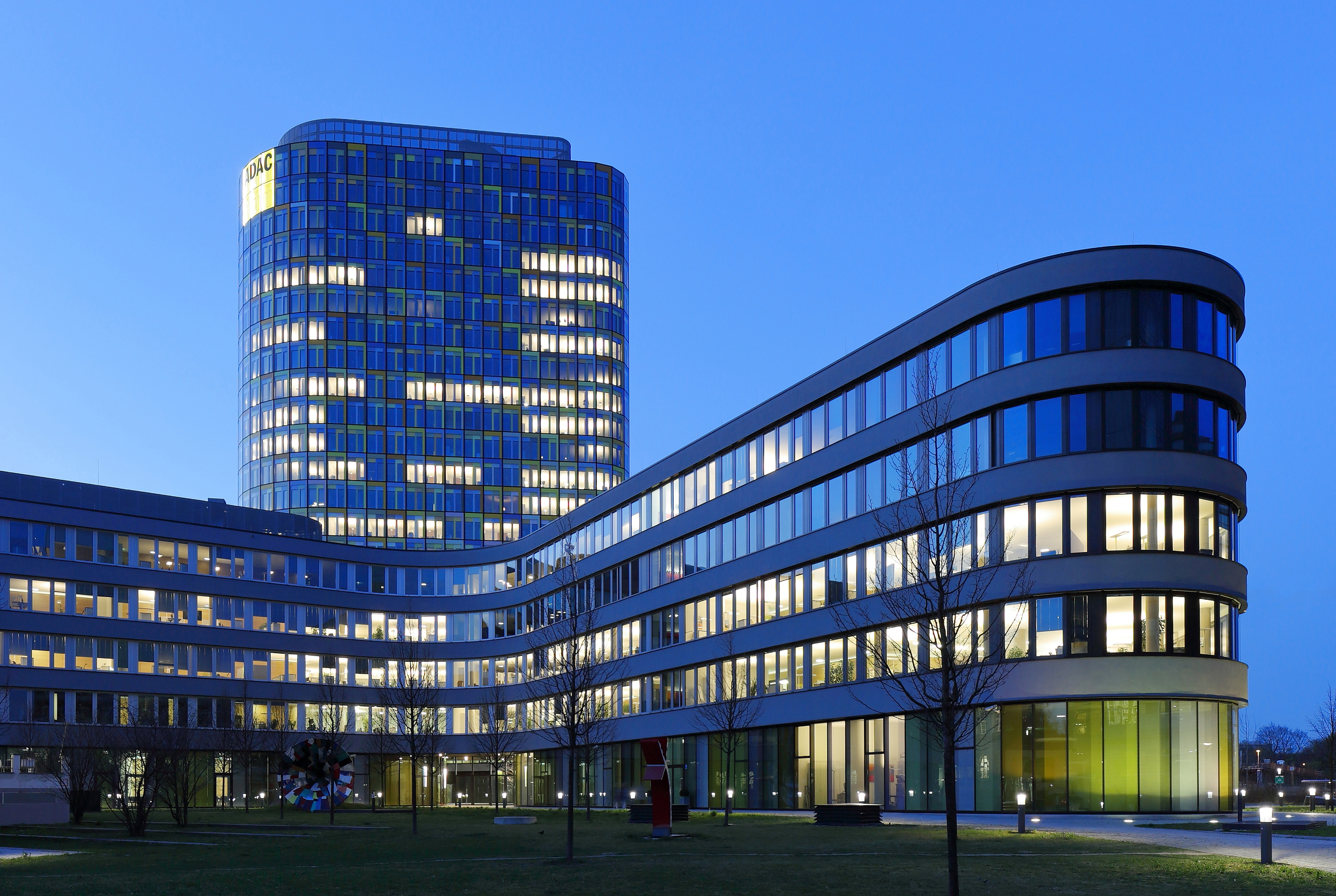
Blaue Stunde, März 2017
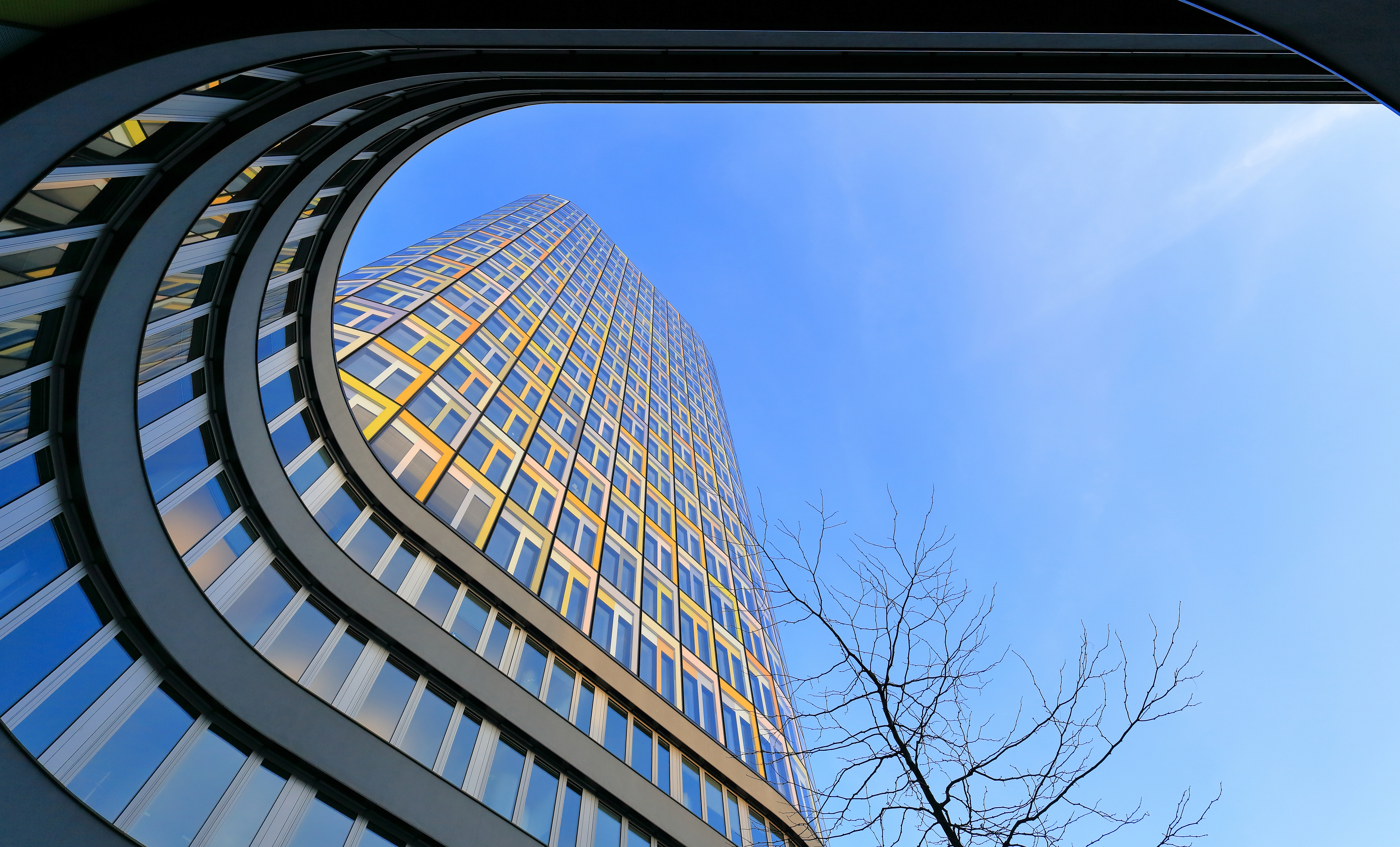
Wurmperspektive, März 2017
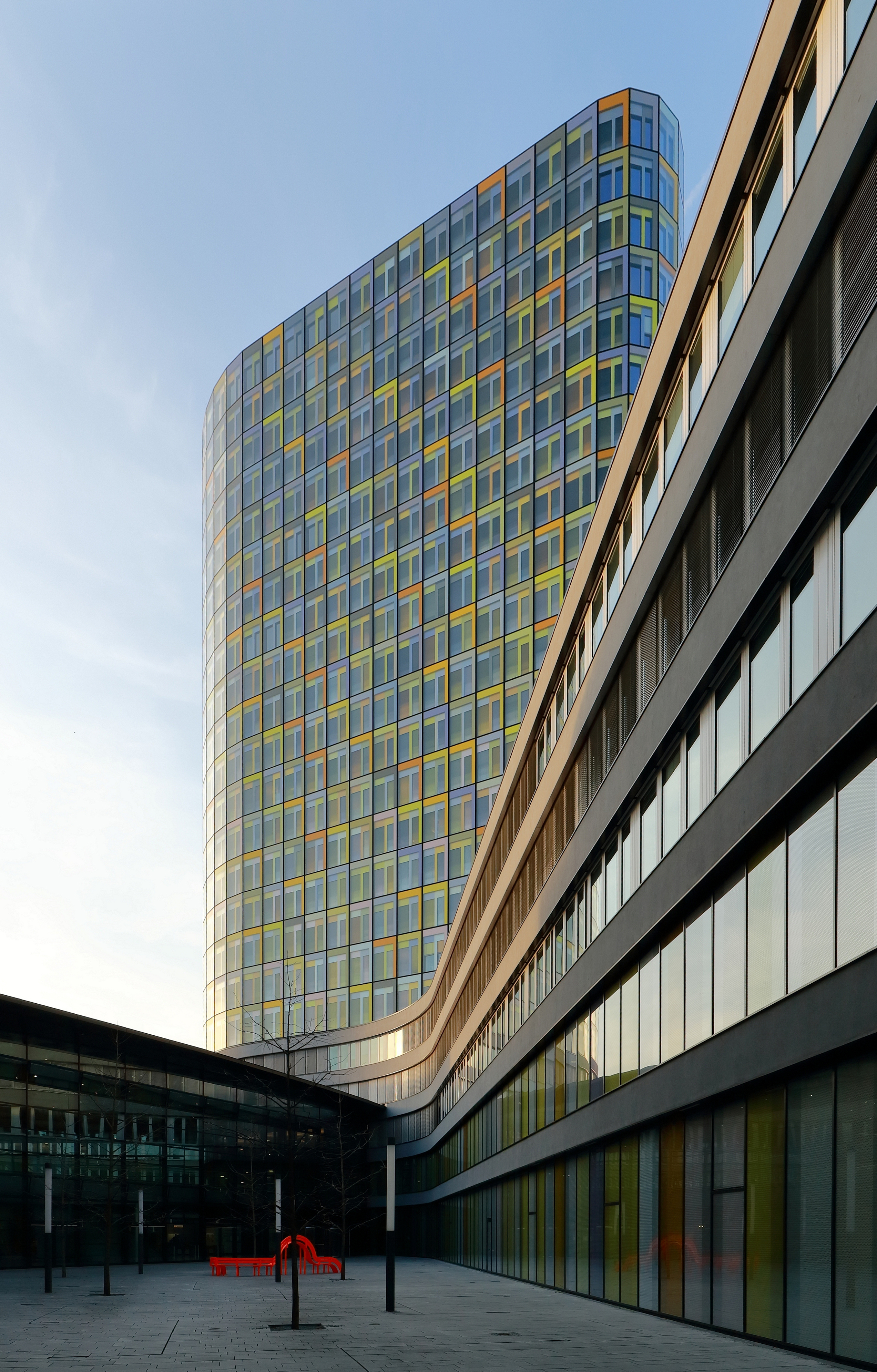
März 2017